# Esplanade Compans-Caffarelli
Pour les articles homonymes, voir Compans-Caffarelli.
Ne doit pas être confondu avec Rue Caffarelli (Toulouse).
L'esplanade Compans-Caffarelli (en occitan : esplanada Compans-Caffarelli) est une voie de Toulouse, chef-lieu de la région Occitanie, dans le Midi de la France.

## Situation et accès

### Description
L'esplanade Compans-Caffarelli est une voie publique. Elle se trouve au cœur du quartier du même nom.

### Voies rencontrées
L'esplanade Compans-Caffarelli rencontre les voies suivantes, dans l'ordre des numéros croissants :
1. Boulevard Lascrosses
2. Allée Charles-Denat
3. Rue Pierre-Laplace
4. Rue du Canon-d'Arcole

### Transports
L'esplanade Compans-Caffarelli abrite au sud, le long du boulevard Lascrosses, la station homonyme, sur la ligne de métro . On y trouve également les arrêts des lignes de Linéo L1L14 et de bus 4563, ainsi que de la navette Aéroport. Plus à l'est, l'avenue Honoré-Serres est également desservie par les lignes de bus 2970.
Il existe également plusieurs stations de vélos en libre-service VélôToulouse sur l'esplanade Compans-Caffarelli : les stations no 88 (17 ter boulevard Lascrosses) et no 89 (1 esplanade Compans-Caffarelli).

## Odonymie
L'esplanade tient son nom de la zone d'aménagement concerté (ZAC) au cœur de laquelle elle a été créée. Elle conserve le souvenir des deux casernes Compans et Caffarelli, nommées d'après deux généraux de la Révolution liés à la région toulousaine : Jean Compans (1769-1845) et Maximilien Caffarelli (1756-1799). Il existait déjà, à Toulouse, depuis 1866, une rue du Général-Jean-Compans, dans le quartier de Marengo, et une rue Caffarelli, dans le quartier de Matabiau.

## Histoire

### Époque contemporaine

#### XIXeet première moitié duXXesiècle
En 1829, les autorités militaires prévoient la création d'une nouvelle caserne d'artillerie, à proximité immédiate de l'ancien quartier d'artillerie, établi dans l'ancien couvent des Capucins (emplacement de l'actuelle université Capitole, site de l'Arsenal, no 2 rue du Doyen-Gabriel-Marty). La nouvelle caserne doit s'élever sur une parcelle de 8 hectares.
Les travaux ne sont cependant commencés qu'en 1846 : le Quartier d'artillerie, désigné comme la caserne Caffarelli, est achevé en 1851. Cinq ans plus tard, le Nouveau Quartier d'artillerie est construit sur un site voisin de 9 hectares : la nouvelle caserne, qui prend le nom de Compans, est terminée en 1859 et accueille le 18e régiment d'artillerie.

#### Deuxième moitié duXXesiècle
En 1972, le maire de Toulouse, Pierre Baudis, forme le projet d'une vaste zone d'aménagement concerté (ZAC) de 20 hectares entre le boulevard Lascrosses et le boulevard de la Marquette, à l'emplacement des terrains occupés au nord de la rue Pierre-Laplace par la société des transports en communs (STC), et au sud par les casernes Compans et Caffarelli. Des débats s'engagent autour du prix des terrains et des difficultés d'évacuation des casernes. En 1977, le ministère de la Défense trouve un accord pour la cession des deux casernes Compans et Caffarelli. En 1979, la ville donne à la Setomip, la société d'aménagement de la ville de Toulouse, la responsabilité de l'étude de la future ZAC. La municipalité souhaite profiter créer un nouveau quartier doté de nombreux équipements, permettant à la ville d'assumer sa fonction de « métropole d'équilibre » et de capitale régionale. Il s'agit donc de créer un véritable centre d'affaires réunissant des fonctions tertiaires supérieures. L'année suivante, un concours est lancé et retient cinq groupes d'architectes.
En 1982, quelques mois seulement après la libération des terrains, la démolition de la caserne Caffarelli est engagée. Les premiers travaux d'aménagement du jardin Compans-Caffarelli sont engagés peu après et il est ouvert au public en 1983. Dans le même temps, entre 1982 et 1983, le Palais des sports est construit sur les plans de l'architecte Bernard Bachelot : c'est le premier bâtiment achevé dans la nouvelle ZAC. Il est entouré d'une vaste zone de stationnement automobile, qui occupe tout l'espace entre le boulevard Lascrosses, la rue du Canon-d'Arcole, la rue Pierre-Laplace et le jardin Compans-Caffarelli. En 1987, le gymnase Compans-Caffarelli est élevé à l'angle des rues Pierre-Laplace et du Canon-d'Arcole.

## Patrimoine et lieux d'intérêt

### Centre des congrès Pierre Baudis

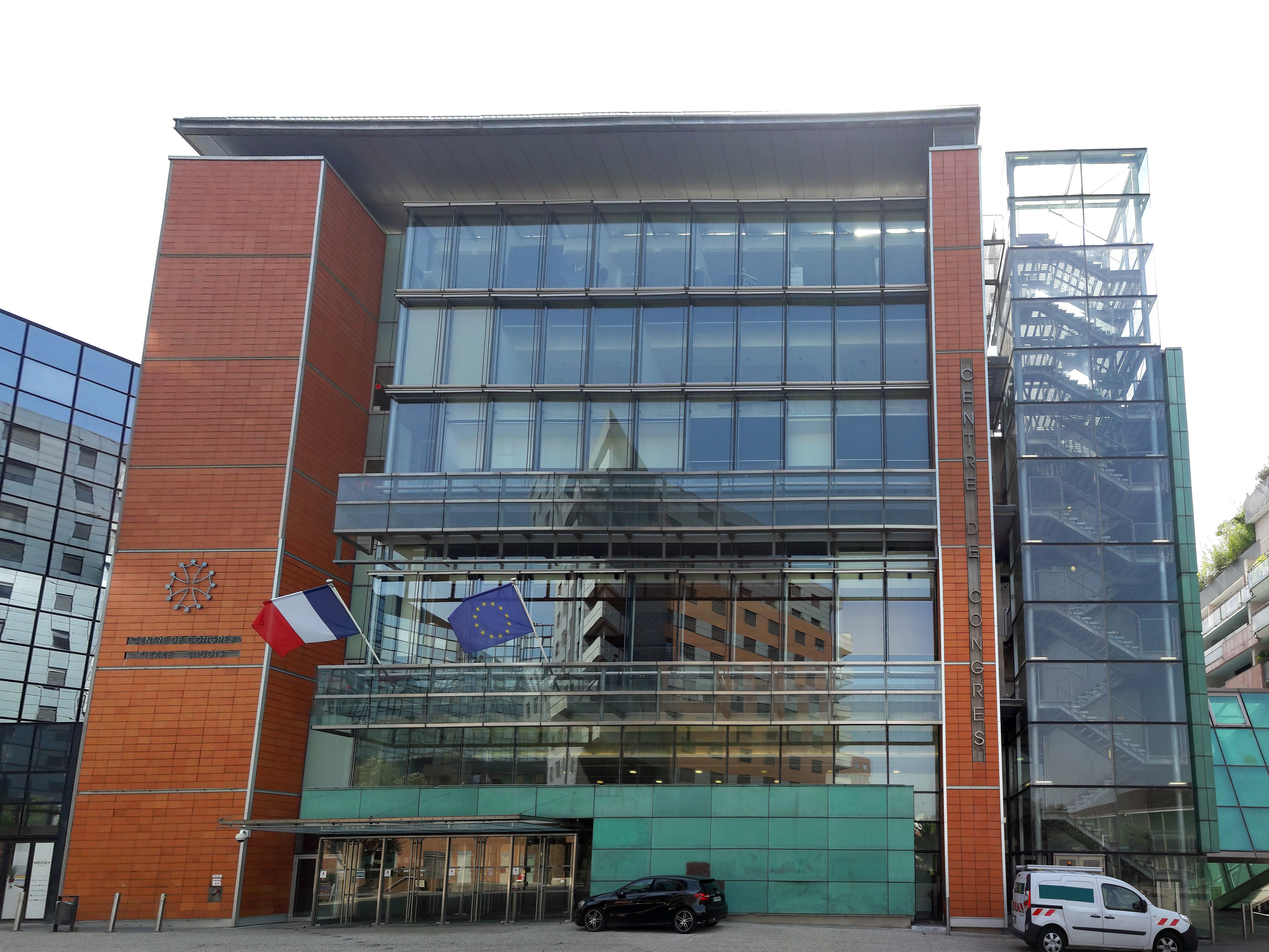
no 11 : l'entrée du Centre des congrès Pierre Baudis.

Le centre des congrès Pierre Baudis est construit entre 1996 et 1997 sur les plans des architectes Jean-Philippe Loupiac et Nicole Roux de l'Atelier 13. Il accueille des manifestations locales nationales et internationales, telles que des séminaires, des congrès ou des conventions. Il dispose de 6 000 m² de surface modulables et compte 18 salles pouvant recevoir 50 à 1 200 personnes.
Propriété de la ville de Toulouse, puis de Toulouse Métropole, il est exploité en délégation de service public par des sociétés privées. En 1997, elle en est confiée à l'entreprise lyonnaise GL events puis, à partir de 2023, à Toulouse Congrès, une filiale de Montpellier Events, société d'économie mixte de Montpellier et de la région Occitanie spécialisée dans le tourisme d'affaires et l'évènementiel.

### Palais des sports André-Brouat
Le premier palais des sports est construit entre 1982 et 1983 sur les plans de l'architecte Bernard Bachelot. Il est fortement endommagé par l'explosion de l'usine AZF en 2001 et démoli deux ans plus tard. En 2006, le nouveau palais des sports André-Brouat est édifié par l'architecte Jean Guervilly et l'agence Puig Pujol Architectures (PPA).

### Immeubles
- no  1-11 et 17-19 : complexe Atria.
Le complexe Atria est construit entre 1989 et 1991 sur les plans de l'agence d'architecture de Roger Pagès. Il regroupe un ensemble de 35 000 m² de bureaux, un centre commercial, un hôtel de 126 chambres et un parking public souterrain d'un millier de places.

### Œuvres publiques
- Toulouse Compans. 
La sculpture Toulouse Compans est une œuvre de l'artiste toulousain Gérard Bogo, réalisée à la suite d'une commande de la ville de Toulouse et inaugurée le 16 décembre 2017, en présence de Jean-Luc Moudenc, maire de Toulouse, et de Ghislaine Delmond, maire de quartier. Elle est installée à l'entrée sud de l'esplanade Compans-Caffarelli, face au boulevard Lascrosses. Elle réunit les deux lettres, T et C, initiales de la ville de Toulouse et du quartier de Compans-Caffarelli. 
La sculpture, d'une hauteur de 4 mètres environ, est posée sur un socle en acier Corten. Elle est constituée de deux parties : la lettre T en acier Corten et la lettre C est en acier inox « poli-miroir »[10].